# Pseudotrapelus aqabensis
Pseudotrapelus aqabensis là một loài thằn lằn trong họ Agamidae. Loài này được Melnikov, Ananjeva & Disi mô tả khoa học đầu tiên năm 2012.